# Akwasi Yeboah
Pour les personnes ayant le même patronyme, voir Yeboah.
Akwasi Yeboah, né le 15 juin 1997, est un joueur de basket-ball professionnel britannique d'origine ghanéenne. Il mesure 1,98 m.

## Biographie
Après quatre années passées dans le championnat universitaire américain, il signe son premier contrat professionnel au Saint-Quentin Basket-Ball (Pro B) pour la saison 2020-2021,.

## Clubs successifs
- 2015-2017 :  Seawolves de Stony Brook (NCAA)
- 2017-2018 :   Seawolves de Stony Brook (NCAA)
- 2018-2019 :  Seawolves de Stony Brook (NCAA)
- 2019-2020 :  Scarlet Knights de Rutgers (NCAA)
- 2020-2021 :  Saint-Quentin Basket-ball (Pro B)
- 2021-2022 :  Saint-Chamond (Pro B)